# Nir Oz-i mészárlás
A 2023. október 7-i Izrael elleni meglepetésszerű terrortámadás során Gázai  palesztin fegyveresek megszállták a dél-izraeli Nir Oz kibucot. Sok lakót meggyilkoltak, házakat égettek fel és civileket raboltak el.  A The New York Times szerint a nagyjából 400 lakos közül 180-at öltek meg vagy hurcoltak el túszként. A Jerusalem Post 80-ra becsülte a Nir Ozból elraboltak számát. Egy veterán haditudósító arról számolt be, hogy "Nir Oz lakosságának mintegy negyedét meggyilkolták, elrabolták vagy nagyon súlyosan megsebesítették. Akik túlélték, azoknak nincs hova hazatérniük."
A mészárlást követően a Gázai övezetből származó nők és gyerekek kifosztották és még tovább rongálták a kibuc otthonait.
A kibuc túlélő tagjait Eilatba evakuálták.
A Hamász fegyveresei a Kedem családot a biztonsági szobájukban gyilkolták meg: Tamar Kedem Siman Tov-ot, férjét, Yonatan-t (Johnny), anyósát, két 6 éves lányát, Shahart és Arbelt, valamint fiát, Omert, aki 4 éves volt. Egy idős nő meggyilkolását filmre vették és a saját Facebook-falára tették közzé gyilkosai.
Alex Dancyg lengyel-izraeli történész is a Nir Ozból elraboltak között van.
Két túszt, Nurit Coopert (79 éves) és Yocheved Lifshitzet (85 éves) 2023. október 23-án a Hamász szabadon engedte.
A Hamász túszai között volt egy 12 éves autista lány, Noya Dan és 80 éves nagymamája, Carmela Dan. JK Rowling írónő a Twitteren közzétett egy fotót Noyáról, aki Harry Potter rajongó, ezt írta: "A gyermekek elrablása aljas és teljesen indokolatlan. Nyilvánvaló okokból ez a kép hozzámkerült. Remélem, hogy Noyát és a többi túszt a Hamász hamarosan épségben visszaadja családjaiknak." Október 19-én Noya és Carmela Dan holttestét az izraeli hadsereg Gázában, az izraeli határ közelében találta meg; az IDF szerint a terroristák a két túsz miatt nem tudtak elég gyorsan menekülni és inkább megölték őket.

## Fordítás
Ez a szócikk részben vagy egészben  a   Nir Oz massacre című angol Wikipédia-szócikk ezen változatának fordításán alapul.  Az eredeti cikk szerkesztőit annak laptörténete sorolja fel. Ez a jelzés csupán a megfogalmazás eredetét és a szerzői jogokat jelzi, nem szolgál a cikkben szereplő információk forrásmegjelöléseként.